# Sai de Baixo
Sai de Baixo fue una comedia brasileña en formato de teleteatro, producido y exhibido por TV Globo entre el 31 de marzo de 1996 y el 31 de marzo de 2002, totalizando 8 temporadas y 241 episodios.
Creado por Luis Gustavo y Daniel Filho, la serie contó con Miguel Falabella, Aracy Balabanian, Luis Gustavo y Marisa Orth en todas las temporadas como una familia disfuncional que vive en São Paulo, con los papeles de la empleada y el portero del edificio siendo interpretador por Tom Cavalcante, Cláudia Jimenez, Márcia Cabrita, Luiz Carlos Tourinho y Cláudia Rodrigues. Con episodios escritos por Falabella, Rosana Hermann, Maria Carmem Barbosa, Flavio de Souza, Maurício Guilherme, Elias Andreato, Noemï Marinho, Cláudio Torres Gonzaga y Euclydes Marinho, entre otros guionistas. El programa fue un éxito de crítica y audiencia.
Desde mayo de 2010, pasó a ser retransmitido por el canal de televisión paga Viva. En 2013 se grabaron cuatro nuevos episodios con parte del elenco original en conmemoración de los tres años del canal Viva. Esos episodios fueron transmitidos entre el 11 de junio y el 2 de julio,  y en la TV Globo entre el 3 de noviembre y el 24 de noviembre.